# Qingyuan
Baise (cinese: 清远; pinyin: Qīngyuǎn) è una città-prefettura della Cina nella provincia del Guangdong. È situata nella parte centrale della provincia, nella valle del fiume Bei.
A nord e a nord est ha la città di Shaoguan, a sud e a sud est la città di Guangzhou. 

A sud confina con la città di Foshan, e ad ovest con la città di Zhaoqing. 
Nel suo territorio, che occupa la superficie più vasta fra i distretti della provincia, inizia la foce del fiume delle Perle (Zhujiang).
Attualmente estende la sua giurisdizione su 5 distretti: i distretti di Qinxing, Fogang, Yangshan, il distretto autonomo di Liannan Yao, il distretto autonomo di Lianshan Zhuang, nonché la stessa città di Qingyuan, inoltre amministra le due città di Yingde e Lianchuan, ed è il posto con il maggior numero di minoranze etniche del Guangdong. 
Qingyuan è chiamata anche "città della fenice", per via della sua forma, per cui, secondo la leggenda, vicino al palazzo degli operai di Wenhua, su un'alta paulonia giaceva un nido di fenici.